# Prahovo
Prahovo (cyr. Прахово) – wieś w Serbii, w okręgu borskim, w gminie Negotin. W 2011 roku liczyła 1196 mieszkańców.